# Risk Tour
Risk World Tour fue una gira mundial de la banda de Thrash metal Megadeth del año 1999 hasta el nuevo milenio el año 2000.

## Historia
Esta gira promocionó el polémico álbum titulado Risk en donde la banda decidió "tomarse un riesgo", como lo indica el nombre del disco, en cuando a la invención de su sonido totalmente alegado de su sonido característico que venía haciendo hasta 1994 con Youthanasia y con el cual empezó a hacer ciertos cambios, aunque no tan bruscos, como su anterior álbum Cryptic Writings de 1997. Pero con Risk se basaron en un sonido mucho más Pop con canciones adaptables para las emisoras de radios, películas e incluso para eventos deportivos. Este disco nació luego de que Lars Ulrich, baterista de Metallica hablara acerca de los cambios o "riesgos" que se tomó Metallica con sus 2 recientes discos, Load de 1996 y ReLoad de 1997 y alegó que le gustaría ver a Dave Mustaine, su antiguo amigo y compañero en Metallica, que se tomara más "riesgos" en la dirección musical de Megadeth hacia un sonido más innovador y fuera de la zona de confort de Megadeth.
Este álbum fue grabado y producido muy rápidamente con constantes problemas entre Dave Mustaine y Marty Friedman lo que terminó con la marcha de este último en enero del 2000 siendo sustituido por Al Pitrelli un afamado músico de estudio que había tocado en alguna oportunidad en la banda de Alice Cooper como guitarrista en vivo.

## Fechas
| 11 de junio de 1999      | West Hollywood     | Estados Unidos | Whisky A Go Go                      |
| 13 de junio de 1999      | Salem              | Estados Unidos | Winter Island                       |
| 16 de junio de 1999      | Detroit            | Estados Unidos | State Theatre                       |
| 17 de julio de 1999      | Portland           | Estados Unidos | KUFO Rockfest                       |
| 25 de julio de 1999      | Nueva York         | Estados Unidos | Woodstock                           |
| Asia                     |                    | Estados Unidos |                                     |
| 4 de agosto de 1999      | Fujiyoshida        | Japón          | Sound Conifer                       |
| Norteamérica             |                    |                |                                     |
| 14 de agosto de 1999     | Sacramento         | Estados Unidos | Real Rock Jamboree                  |
| 21 de agosto de 1999     | Colorado Springs   | Estados Unidos | Sky Sox Stadium                     |
| 22 de agosto de 1999     | Denver             | Estados Unidos | Ogden Theatre                       |
| 1 de septiembre de 1999  | Nueva York         | Estados Unidos | T.J. Martell Foundation Benefit     |
| Europa                   |                    |                |                                     |
| 8 de septiembre de 1999  | Nottingham         | Inglaterra     | Rock City                           |
| 9 de septiembre de 1999  | París              | Francia        | Palais Omnisports de Paris-Bercy    |
| 10 de septiembre de 1999 | Róterdam           | Países Bajos   | Ahoy                                |
| 11 de septiembre de 1999 | Hardenberg         | Países Bajos   | Podium                              |
| 12 de septiembre de 1999 | Hamburgo           | Alemania       | Alsterdorfer Sporthalle             |
| 15 de septiembre de 1999 | Helsinki           | Finlandia      | Jäähalli                            |
| 17 de septiembre de 1999 | Estocholmo         | Suecia         | Stockholm Globe Arena               |
| 18 de septiembre de 1999 | Gotemburgo         | Suecia         | Scandinavium                        |
| 19 de septiembre de 1999 | Copenhague         | Dinamarca      | Store Vega                          |
| 20 de septiembre de 1999 | Essen              | Alemania       | Grugahalle                          |
| 21 de septiembre de 1999 | Stuttgart          | Alemania       | Hanns-Martin-Schleyer-Halle         |
| 22 de septiembre de 1999 | Zúrich             | Suiza          | Volkshaus                           |
| 23 de septiembre de 1999 | Assago             | Italia         | FilaForum di Assago                 |
| 25 de septiembre de 1999 | Badalona           | España         | Pavelló Olímpic de Badalona         |
| 26 de septiembre de 1999 | Leganés            | España         | La Cubierta                         |
| 27 de septiembre de 1999 | Lisboa             | Portugal       | Coliseu dos Recreios                |
| 28 de septiembre de 1999 | Oporto             | Portugal       | Coliseu do Porto                    |
| 1 de octubre de 1999     | Londres            | Inglaterra     | The Forum                           |
| Norteamérica             |                    |                |                                     |
| 8 de octubre de 1999     | Phoenix            | Estados Unidos | Arizona State Fair                  |
| 9 de octubre de 1999     | Chula Vista        | Estados Unidos | Coors Amphitheatre                  |
| 10 de octubre de 1999    | San José           | Estados Unidos | KSJO Day on the Green               |
| 15 de octubre de 1999    | Tucson             | Estados Unidos | TCC Exhibit Hall                    |
| 16 de octubre de 1999    | Albuquerque        | Estados Unidos | Albuquerque Convention Center       |
| 17 de octubre de 1999    | Amarillo           | Estados Unidos | Amarillo Civic Center               |
| 19 de octubre de 1999    | Oklahoma City      | Estados Unidos | T and T Center                      |
| 20 de octubre de 1999    | Tulsa              | Estados Unidos | Brady Theater                       |
| 22 de octubre de 1999    | Peoria             | Estados Unidos | Madison Theater                     |
| 23 de octubre de 1999    | Milwaukee          | Estados Unidos | Riverside Theater                   |
| 24 de octubre de 1999    | Chicago            | Estados Unidos | Riviera Theatre                     |
| 26 de octubre de 1999    | Fargo              | Estados Unidos | Civic Auditorium                    |
| 27 de octubre de 1999    | St. Paul           | Estados Unidos | Roy Wilkins Auditorium              |
| 29 de octubre de 1999    | Kansas City        | Estados Unidos | Kansas City International Raceway   |
| 30 de octubre de 1999    | Dallas             | Estados Unidos | KEGL Freaker's Ball                 |
| 31 de octubre de 1999    | Wichita            | Estados Unidos | Cotillion Ballroom                  |
| 2 de noviembre de 1999   | Toledo             | Estados Unidos | Toledo Sports Arena                 |
| 3 de noviembre de 1999   | Akron              | Estados Unidos | Akron Civic Theatre                 |
| 5 de noviembre de 1999   | Montreal           | Canadá         | Metropolis                          |
| 6 de noviembre de 1999   | Toronto            | Canadá         | The Warehouse                       |
| 7 de noviembre de 1999   | Detroit            | Estados Unidos | State Theatre                       |
| 9 de noviembre de 1999   | Grand Rapids       | Estados Unidos | DeVos Performance Hall              |
| 10 de noviembre de 1999  | Indianapolis       | Estados Unidos | Murat Theatre                       |
| 12 de noviembre de 1999  | Louisville         | Estados Unidos | Louisville Palace Theatre           |
| 13 de noviembre de 1999  | Cincinnati         | Estados Unidos | Taft Theatre                        |
| 14 de noviembre de 1999  | Erie               | Estados Unidos | Warner Theater                      |
| 16 de noviembre de 1999  | Fort Wayne         | Estados Unidos | Allen County War Memorial Coliseum  |
| 17 de noviembre de 1999  | Henrietta          | Estados Unidos | Dome Arena                          |
| 19 de noviembre de 1999  | Quebec City        | Canadá         | Le Capitole de Québec               |
| 20 de noviembre de 1999  | Portland           | Estados Unidos | State Theatre                       |
| 21 de noviembre de 1999  | Boston             | Estados Unidos | Avalon                              |
| 23 de noviembre de 1999  | Wallingford        | Estados Unidos | Oakdale Theatre                     |
| 24 de noviembre de 1999  | Syracuse           | Estados Unidos | Landmark Theatre                    |
| 26 de noviembre de 1999  | Filadelfia         | Estados Unidos | Electric Factory                    |
| 27 de noviembre de 1999  | Pittsburgh         | Estados Unidos | Metropol                            |
| 28 de noviembre de 1999  | Washington         | Estados Unidos | Nation                              |
| 30 de noviembre de 1999  | Raleigh            | Estados Unidos | The Ritz                            |
| 1 de diciembre de 1999   | Atlanta            | Estados Unidos | Tabernacle                          |
| 3 de diciembre de 1999   | Tampa              | Estados Unidos | Masquerade                          |
| 4 de diciembre de 1999   | Orlando            | Estados Unidos | Hard Rock Live                      |
| 5 de diciembre de 1999   | Fort Lauderdale    | Estados Unidos | Chili Pepper                        |
| 7 de diciembre de 1999   | Birmingham         | Estados Unidos | Five Points South Music Hall        |
| 8 de diciembre de 1999   | New Orleans        | Estados Unidos | House of Blues                      |
| 9 de diciembre de 1999   | Dallas             | Estados Unidos | -                                   |
| 10 de diciembre de 1999  | Springfield        | Estados Unidos | Remington's                         |
| 11 de diciembre de 1999  | St. Louis          | Estados Unidos | American Theater                    |
| 12 de diciembre de 1999  | Evansville         | Estados Unidos | Victory Theater                     |
| 14 de diciembre de 1999  | Memphis            | Estados Unidos | New Daisy Theatre                   |
| 15 de diciembre de 1999  | Winston Salem      | Estados Unidos | Ziggy's                             |
| 17 de diciembre de 1999  | North Myrtle Beach | Estados Unidos | House of Blues                      |
| 18 de diciembre de 1999  | Charlotte          | Estados Unidos | Tremont Music Hall                  |
| 19 de diciembre de 1999  | Nashville          | Estados Unidos | 328 Performance Hall                |
| 21 de diciembre de 1999  | Houston            | Estados Unidos | Aerial Theater at Bayou Place       |
| 22 de diciembre de 1999  | Corpus Christi     | Estados Unidos | Bucket's Sports Bar                 |
| 27 de diciembre de 1999  | Denver             | Estados Unidos | Fillmore Auditorium                 |
| 28 de diciembre de 1999  | Magna              | Estados Unidos | Saltair                             |
| 29 de diciembre de 1999  | Las Vegas          | Estados Unidos | The Joint at Hard Rock Hotel        |
| 6 de enero de 2000       | Las Vegas          | Estados Unidos | Mandalay Bay Events Center          |
| 7 de enero de 2000       | West Hollywood     | Estados Unidos | House of Blues                      |
| 8 de enero de 2000       | West Hollywood     | Estados Unidos | House of Blues                      |
| 9 de enero de 2000       | San Diego          | Estados Unidos | 4th & B                             |
| 11 de enero de 2000      | Fresno             | Estados Unidos | Rainbow Ballroom                    |
| 12 de enero de 2000      | Reno               | Estados Unidos | Lawlor Events Center                |
| 13 de enero de 2000      | Portland           | Estados Unidos | Roseland Theater                    |
| 14 de enero de 2000      | Seattle            | Estados Unidos | The Moore Theatre                   |
| 15 de enero de 2000      | Vancouver          | Estados Unidos | Commodore Ballroom                  |
| 16 de enero de 2000      | Billings           | Estados Unidos | Shrine Auditorium                   |
| 18 de enero de 2000      | Spokane            | Estados Unidos | Spokane County Fair and Expo Center |
| 19 de enero de 2000      | Idaho Falls        | Estados Unidos | Civic Auditorium                    |
| 20 de enero de 2000      | Idaho Falls        | Estados Unidos | Civic Auditorium                    |
| 21 de enero de 2000      | Boise              | Estados Unidos | Bank of America Center              |
| Asia                     |                    |                |                                     |
| 1 de marzo de 2000       | Seúl               | Corea del Sur  | Olympic Gymnastics Arena            |
| 3 de marzo de 2000       | Yokohama           | Japón          | Kanagawa Kenmin Hall                |
| 4 de marzo de 2000       | Tokio              | Japón          | Shibuya Koukaidou                   |
| 6 de marzo de 2000       | Nagoya             | Japón          | Aichi Kousei Nenkin Kaikan          |
| 7 de marzo de 2000       | Osaka              | Japón          | Zepp Osaka                          |
| 8 de marzo de 2000       | Fukuoka            | Japón          | Fukuoka Sunpalace                   |
| 10 de marzo de 2000      | Tokio              | Japón          | Akasaka BLITZ                       |
| 11 de marzo de 2000      | Tokio              | Japón          | Akasaka BLITZ                       |
| Norteamérica             |                    |                |                                     |
| 13 de mayo de 2000       | Los Ángeles        | Estados Unidos | Los Angeles Sports Arena            |
| Suramérica               |                    |                |                                     |
| 10 de junio de 2000      | Bogotá             | Colombia       | Parque Simón Bolívar                |
| Norteamérica             |                    |                |                                     |
| 23 de junio de 2000      | Las Vegas          | Estados Unidos | House of Blues                      |
| 18 de noviembre de 2000  | Cabo San Lucas     | México         | Cabo Wabo                           |
| 8 de diciembre de 2000   | Worcester          | Estados Unidos | Worcester's Centrum Centre          |
| 14 de diciembre de 2000  | Seattle            | Estados Unidos | Paramount Theatre                   |
| 31 de diciembre de 2000  | Anchorage          | Estados Unidos | William A. Egan Center              |

## Canciones interpretadas en la gira
De Peace Sells... But Who's Buying?:
- "Wake Up Dead"
- "Peace Sells"

De  So Far, So Good... So What!:
- "In My Darkest Hour"

De Rust in Peace:
- "Holy Wars... The Punishment Due"
- "Tornado of Souls"
- "Hangar 18"

De Countdown to Extinction:
- "Sweating Bullets"
- "Symphony of Destruction"

De Youthanasia:
- "Reckoning Day"
- "À Tout le Monde"

De Hidden Treasures:
- "Angry Again"
- "Paranoid"

De Cryptic Writings:
- "A Secret Place"
- "She-Wolf" (En algunos conciertos con una versión de solos de guitarra en el medio de la canción)
- "Almost Honest"
- "Use the Man"
- "Trust" (En elconcierto en Colombia fue interpretada con el coro en español)

De Risk:
- "Prince of Darkness"
- "Insomnia"
- "Breadline"
- "Crush 'Em"
- "Time: The Beginning"

De The World Needs a Hero:
- "Return to Hangar"
- "Dread and the Fugitive Mind"

De Capitol Punishment: The Megadeth Years:
- "Kill the King"

## Personal
- Dave Mustaine: Voz y guitarra.
- Marty Friedman: Guitarra (1999-2000).
- Al Pitrelli: Guitarra (2000-presente).
- David Ellefson: Bajo y coros.
- Jimmy DeGrasso: Batería.

## Páginas externas
- Wed oficial de Megadeth

- Datos: Q77327717